# Neosemidalis (Neosemidalis) scapularis
Neosemidalis (Neosemidalis) scapularis is een insect uit de familie van de dwerggaasvliegen (Coniopterygidae), die tot de orde netvleugeligen (Neuroptera) behoort. 
Neosemidalis (Neosemidalis) scapularis is voor het eerst wetenschappelijk beschreven door Meinander in 1972.